# Taronga Zoo
Koordinaten: 33° 50′ 30″ S, 151° 14′ 30″ O
Taronga Zoo ist der Stadtzoo von Sydney in New South Wales, Australien. Er wurde offiziell am 7. November 1916 gegründet und liegt in der Nähe von Port Jackson im Vorort Mosman. Der Zoo wird von der Taronga Conservation Society zusammen mit dem Taronga Western Plains Zoo geführt. Die Fläche ist in acht zoogeographische Regionen unterteilt und beherbergt über 2.600 Tiere. Im Taronga Zoo kam am 4. Juli 2009 der erste Elefant in Australien zur Welt.

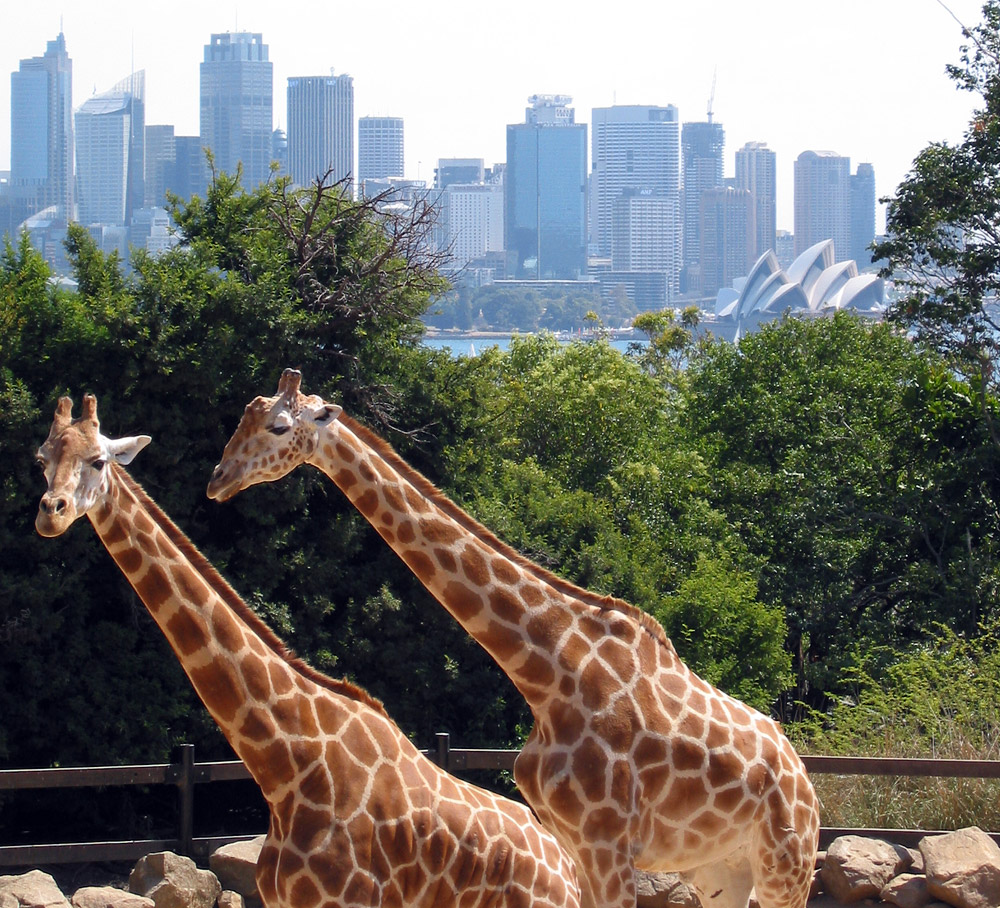
Giraffen im Taronga Zoo vor der Skyline Sydneys
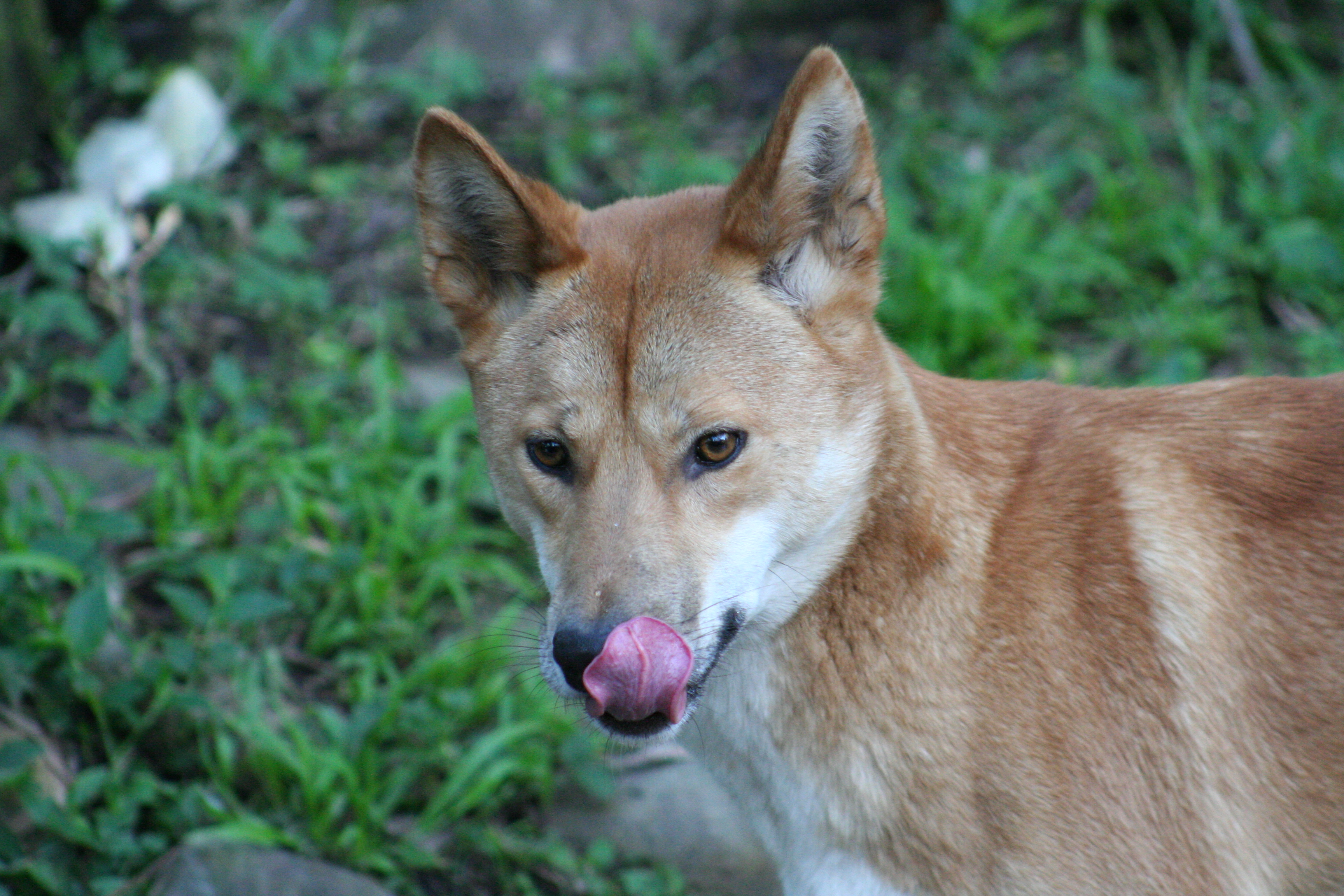
Dingo im Taronga Zoo
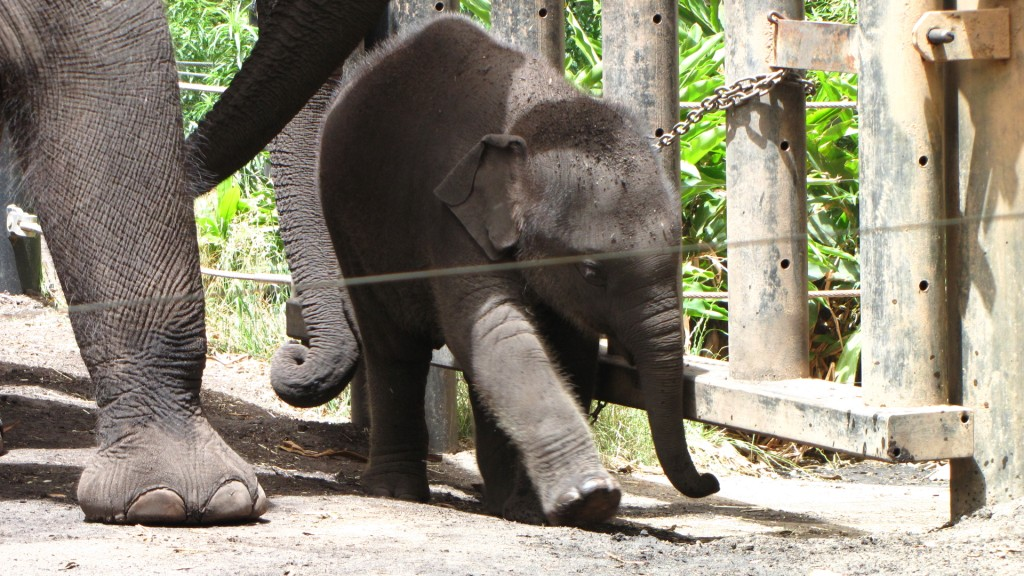
Junger Elefant Luk Chai im Alter von fünf Monaten
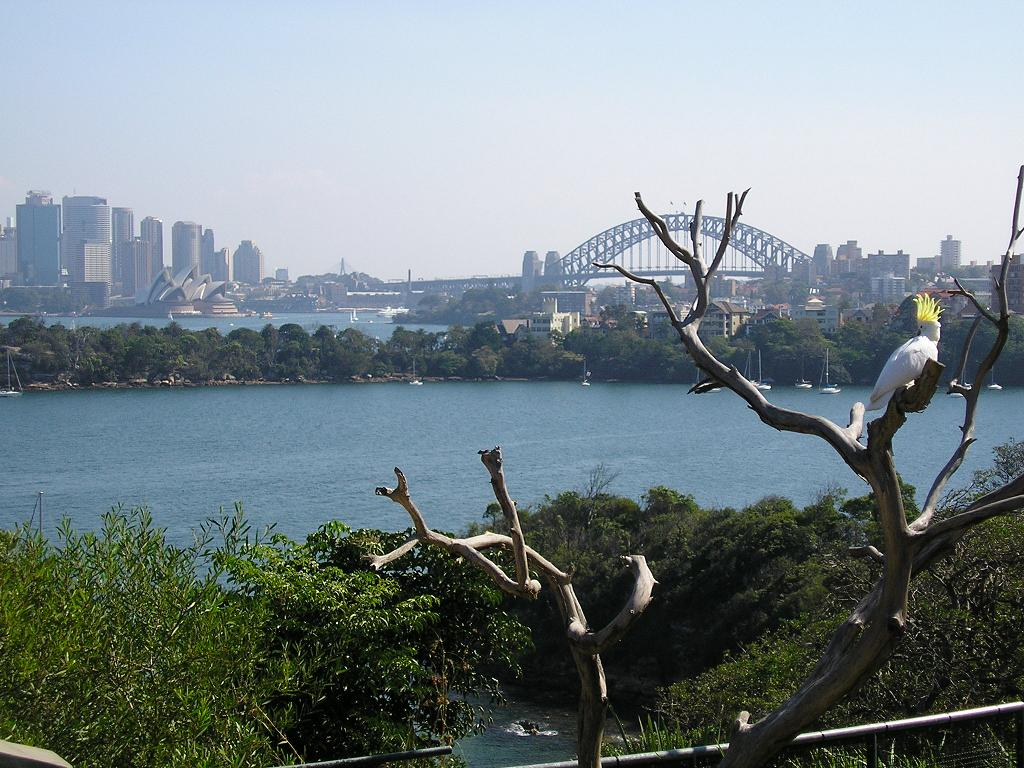
Blick auf Sydney vom Taronga Zoo aus